# Présentation des candidats à l'élection présidentielle française

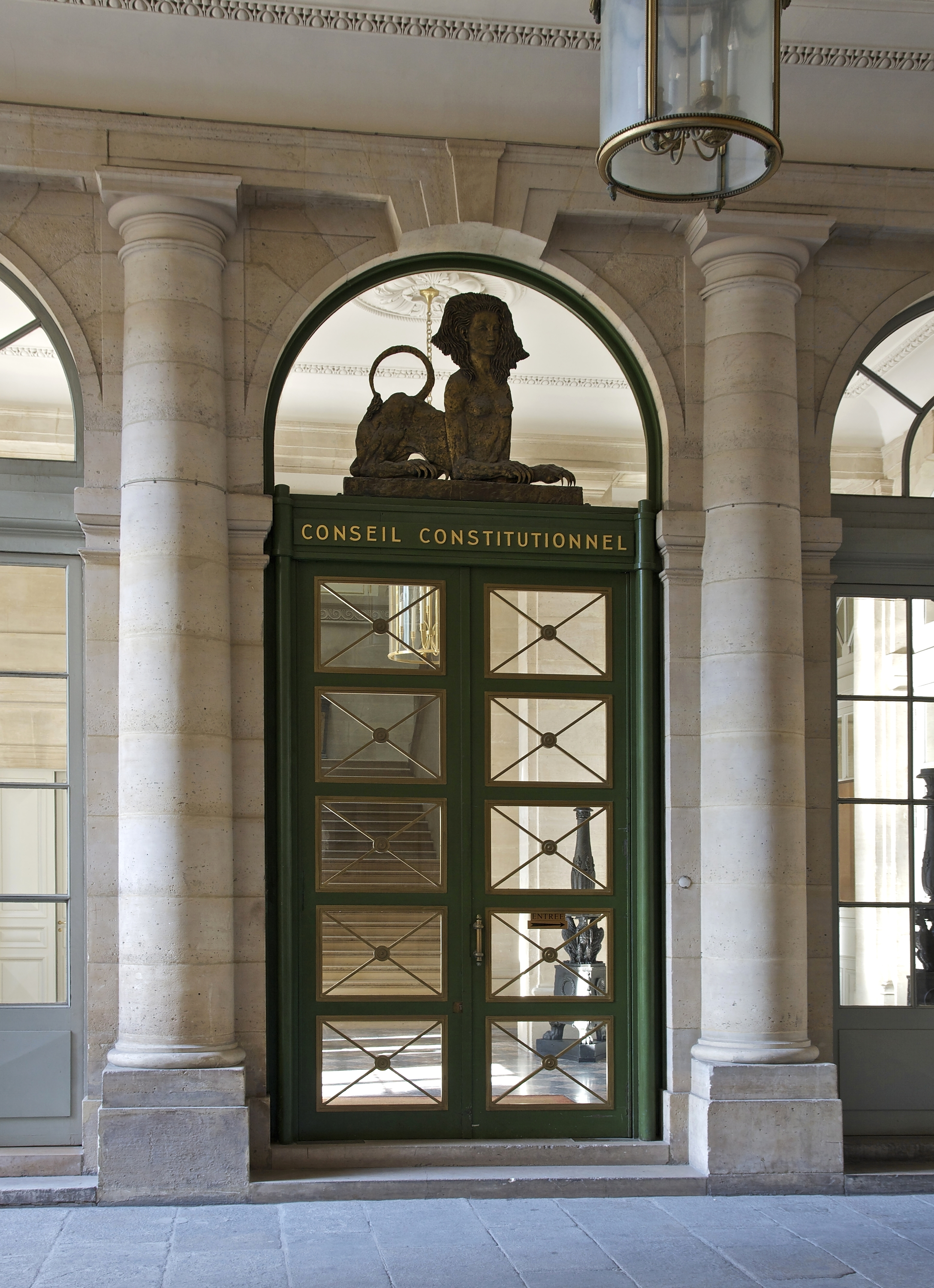
Entrée du Conseil constitutionnel, dans l'aile Montpensier du Palais-Royal à Paris, chargé de valider les présentations.

La présentation des candidats à l'élection présidentielle (couramment appelée « parrainage » ou « signature ») est, dans la politique française, une procédure créée en 1958 par laquelle les candidats à l'élection présidentielle sont présentés auprès du Conseil constitutionnel par des élus ; un candidat à cette élection ne peut concourir au scrutin que s'il en dispose d'un nombre suffisant, établi à 500 depuis 1976, d'où l'expression courante de « 500 signatures ». Pour Dominique Gély, docteur en droit public, il est important de privilégier le terme, prévu par les textes officiels, de « présentation » qui prévoit que des élus peuvent présenter des candidats « au simple nom de la défense du pluralisme ».

## Règles et organisation

### Élus pouvant présenter un candidat
Les élus qui peuvent présenter un candidat sont :
- les députés et les sénateurs ;
- les ressortissants français membres du Parlement européen élus en France (considérés comme élus d'un même département) ;
- les membres des conseils régionaux, des conseils départementaux, de l'Assemblée de Corse, du conseil de la métropole de Lyon, de l'Assemblée de Guyane, de l'Assemblée de Martinique, des conseils territoriaux de Saint-Barthélemy, de Saint-Martin et de Saint-Pierre-et-Miquelon, de l'assemblée de la Polynésie française, des assemblées de province de la Nouvelle-Calédonie, de l'assemblée territoriale des îles Wallis et Futuna, du Conseil de Paris ;
- les maires, maires délégués des communes déléguées et des communes associées, maires des arrondissements de Paris, de Lyon et de Marseille ;
- les conseillers à l'Assemblée des Français de l'étranger (considérés comme élus d'un même département) ;
- les présidents des organes délibérants des métropoles, communautés urbaines, des communautés d'agglomération et des communautés de communes ;
- le président de la Polynésie française et le président du gouvernement de la Nouvelle-Calédonie.

Ces élus doivent être répartis sur au moins trente départements ou collectivités d'outre-mer. Néanmoins, seul un dixième d'entre eux (soit 50) peuvent être les élus d'un même département ou d'une même collectivité d'outre-mer : au-delà de ce seuil, les élus surnuméraires ne sont pas comptabilisés.
Le nombre de mandats concernés est d'environ 47 000. En raison du cumul possible de mandats, le nombre de signataires potentiels correspondait à environ 42 000 élus en 2012, dont plus de 36 000 maires.
Un élu ne peut présenter qu'un seul candidat, et ne peut le présenter qu'une seule fois même s'il cumule différents mandats. Le choix de l'élu est définitif même en cas de retrait de candidature. Un élu peut se présenter lui-même.

### Recueil des présentations
Les formulaires et les enveloppes sont adressés aux élus à compter de la publication du décret convoquant les électeurs, ou dès la publication de la déclaration du Conseil constitutionnel constatant la vacance de la présidence ou le caractère définitif de son empêchement.

#### Démarche à titre individuel et personnel
Le terme de « parrainage », utilisé ordinairement, y compris par le Conseil constitutionnel, est jugé fallacieux. En droit, il s'agit de « présentations », ce qui change considérablement le sens de cette procédure. En effet, le terme de « parrainage » laisse entendre qu'il appartient aux candidats de solliciter et recueillir les signatures, ce qui n'est pas le cas. En théorie, chaque élu habilité à « présenter » un candidat le fait à titre individuel et personnel, et de façon totalement autonome.
C'est pourquoi, si l'État n'interdit évidemment pas aux candidats de briguer des présentations, le Conseil constitutionnel, dans toutes ses décisions, a toujours refusé de considérer que celui-ci devait prévoir quelque dispositif que ce soit pour faciliter le recueil par les candidats des signatures. De même, il a encore récemment considéré qu'il ne lui appartenait pas de se prononcer sur les moyens mis en œuvre par les candidats pour recueillir leurs signatures.

#### Projet de dématérialisation
Chaque présentation reçue par le Conseil constitutionnel est vérifiée par une équipe de juristes. En cas de doutes, les rapporteurs adjoints du Conseil appellent les élus. Seules 1 % des présentations sont invalidées[Quoi ?]. Les cas litigieux sont tranchés par les neuf membres du Conseil qui valident la liste des candidats. L'envoi dématérialisé des présentations initialement prévu pour l'élection de 2022, devrait être possible en 2027.

#### Personnes habilitées à contester
Seules les personnes ayant fait l'objet de présentation (c'est-à-dire ayant recueilli au moins une signature valide) peuvent contester la liste des candidats établie par le Conseil constitutionnel.

## Application
Le nombre des candidatures a évolué de la façon suivante :
| Élection | Présentations nécessaires | Total de présentations | Personnalités présentées par au moins un élu | Candidats | Notes                                                                                          |
| -------- | ------------------------- | ---------------------- | -------------------------------------------- | --------- | ---------------------------------------------------------------------------------------------- |
| 1958     | 50                        |                        |                                              | 3         | Suffrage indirect.                                                                             |
| 1965     | 100                       | 8 882                  | 9                                            | 6         |                                                                                                |
| 1969     | 100                       | 3 836                  | 12                                           | 7         |                                                                                                |
| 1974     | 100                       | 4 327                  |                                              | 12        |                                                                                                |
| 1981     | 500                       | 16 444                 | 25                                           | 10        |                                                                                                |
| 1988     | 500                       | 15 744                 | 18                                           | 9         |                                                                                                |
| 1995     | 500                       | 14 462                 | 39                                           | 9         |                                                                                                |
| 2002     | 500                       | 17 815                 |                                              | 16        |                                                                                                |
| 2007     | 500                       | 16 900                 | 30                                           | 12        | nombre d'élus pouvant présenter : 47 462 nombre d'élus -sans cumul- pouvant présenter : 42 109 |
| 2012     | 500                       | 14 790                 |                                              | 10        | nombre d'élus pouvant présenter : 47 413                                                       |
| 2017     | 500                       | 14 296                 | 61                                           | 11        | nombre d'élus pouvant présenter : 44 800 nombre d'élus -sans cumul- pouvant présenter : 42 200 |
| 2022     | 500                       | 13 427                 | 65                                           | 12        |                                                                                                |

Depuis l'instauration de cette procédure, plusieurs personnalités n'ont pas obtenu suffisamment de présentations :
| Élection | Nb de présentés | Exemples                                                                               |
| -------- | --------------- | -------------------------------------------------------------------------------------- |
| 1965     | 3               | [ β ]                                                                                  |
| 1969     | 5               | Guy Héraud, Michel-Georges Micberth, Pierre Sidos                                      |
| 1981     | 15              | Roger Garaudy, Michel Jobert, Jean-Marie Le Pen                                        |
| 1988     | 9               | [ ε ]                                                                                  |
| 1995     | 30              | Antoine Waechter, Christian Poucet, Max Simeoni                                        |
| 2002     | inconnu         | Charles Pasqua, Brice Lalonde, Antoine Waechter, Jacques Cheminade, Pierre Larrouturou |
| 2007     | 18              | Nicolas Dupont-Aignan, Corinne Lepage, Jacques Cheminade                               |
| 2012     | inconnu         | Corinne Lepage                                                                         |
| 2017     | 50              | Rama Yade, Alexandre Jardin, Charlotte Marchandise et Oscar Temaru                     |
| 2022     | 53              | François Asselineau, Christiane Taubira, Anasse Kazib et Hélène Thouy                  |

## Historique du droit de présentation
Ce dispositif est mis en place sous la Cinquième République française.

### 1958
Lors de l'élection présidentielle de 1958, les candidats doivent être présentés par cinquante membres du collège électoral, le même que celui qui procède à l'élection,.

### 1962
En 1962, le suffrage universel direct est institué : les candidats doivent toujours recueillir des présentations, dont le nombre passe à cent.

### 1976
Le nombre de candidats est d'abord faible (six en 1965 et sept en 1969) mais atteint douze en 1974. Le Conseil constitutionnel suggère (DC no 74-33 PDR) après l'élection de 1974 d'augmenter le nombre de signatures exigées afin que « les candidatures aient une assise véritablement nationale ». La loi est alors modifiée : en 1976, le nombre de présentations est porté à 500. De plus, la liste des élus ayant présenté les candidats est rendue publique,. Elle est publiée au Journal officiel de la République française au moins huit jours avant le premier tour.
Si le nombre de présentations dépasse 500, depuis une décision du Conseil constitutionnel de 1981, les présentations publiées sont tirées au sort.
L'universitaire Stéphane Rials estime que la réforme de 1976 « est excessive et, viole l'esprit de la réforme de 1962 en rendant au personnel politique une influence dans le choix du chef de l'État : ce sont des signatures d'électeurs et non d'élus qu'il eût fallu exiger ».

### 2016
La publication intégrale au Journal officiel des présentations reçues, au lieu de seulement 500 tirées au sort, devient obligatoire avec la loi organique du 25 avril 2016 de « modernisation de diverses règles applicables à l'élection présidentielle ». Depuis 1988, le Conseil constitutionnel affichait déjà dans ses locaux la liste intégrale de toutes les présentations.
En vertu de la loi organique de 2016, les élus envoient leur présentation directement au Conseil constitutionnel et, au fur et à mesure de la réception et de la validation des présentations, le Conseil rend publics, deux fois par semaine à partir de la publication du décret de convocation des électeurs, le nom des élus ayant présenté un candidat,.
Cette loi est critiquée par des partis de l'opposition, qui la qualifient de « verrouillage » et de « mesure anti-démocratique ».

## Rôle, signification et objectifs
Le but principal des présentations est ainsi de limiter le nombre de candidatures fantaisistes et régionalistes. Le nombre de candidats reste cependant stable, les présentations pouvant être obtenues par des candidats ne disposant d'aucun parti ou élus ou des régionalistes.
Le doctorant Patrick Grosieux relève que « le constituant n'avait en aucune façon entendu faire de cet « acte de présentation » un acte de soutien politique, tout au plus avait-il eu l'ambition d'instituer un mécanisme juridique de filtrage des candidatures performant afin de soustraire cette première étape au régime des partis abhorré ». Pour le haut fonctionnaire et docteur en droit public Dominique Gély, la présentation est « un acte politique républicain », qui ne « doit pas être assimilé à un droit de véto vis-à-vis d'une candidature adverse » et « ne correspond pas à un choix et encore moins à un vote en faveur de l'un des pré-candidats ». Selon Laurent Fabius, président du Conseil constitutionnel, « ce n'est pas la même chose de parrainer une candidature que de voter pour une candidature ».
Une critique du pouvoir de présentation des élus, déjà affectés par l'abstention aux municipales et régionales, a émergé au cours de l'hiver 2021-2022, des auteurs rappelant qu'il n'a été créé en 1962 que pour éviter les candidatures régionalistes, « fantaisistes » ou « saugrenues », la constitution n'ayant « en aucune façon entendu faire de cet « acte de présentation » un acte de soutien politique ». Plusieurs articles et tribunes libres à ce sujet paraissent dans les jours qui suivent la révélation par Le Canard enchaîné d'une vidéo diffusée via Zoom à 5 000 personnes par Samuel Grzybowski, porte-parole de la primaire populaire, où il affirme vouloir « bloquer » les présentations mais aussi les financements de Yannick Jadot, Jean-Luc Mélenchon et Anne Hidalgo, en les « critiquant de plus en plus » pour faire chuter leurs cotes de popularité, l'hebdomadaire en déduisant avec ironie que Christiane Taubira est « bien entourée ». Cette vidéo suscite « de vives critiques »,, et jette « un peu plus de discrédit » et cette fois « pour de bon » sur la Primaire populaire, accusée d'être un « instrument au service de Christiane Taubira »,,,, observent Le Monde, Marianne, Le Canard enchaîné et France 2. Les trois candidats de gauche visés dans la vidéo demandent immédiatement que leur nom soit retiré du vote de la Primaire populaire,.
Le juriste français Frédéric Rouvillois a dénoncé dans Le Figaro un risque de « séisme », en cas de « non-candidature d'une voire de deux personnes pour qui, assurent les sondages, souhaitent voter 15 ou 20 % du corps électoral ».
Dans le même journal, Antoine Bristielle, professeur agrégé de sciences sociales et directeur de l'Observatoire de l'opinion (Fondation Jean-Jaurès), a aussi estimé que cette règle instituée en 1958 ne peut plus se justifier, car désormais le poids local des partis diverge complètement de leur poids national. Selon lui, les difficultés à recueillir 500 signatures pour Marine Le Pen et Jean-Luc Mélenchon « peuvent paraître aberrantes » car ils ont obtenu totalisé plus de 40 % des voix à la présidentielle de 2017 et les sondages leur donnent pour 2022 environ 30 %, sans compter les 12 % à 15 % d'Éric Zemmour, avec qui les trois pèsent près de la moitié de l'électorat total.
« Mélenchon, Zemmour et Le Pen doivent pouvoir se présenter à la présidentielle » a souligné David Lisnard, maire LR de Cannes et président de l'Association des maires de France (AMF),, qui réclame un système mixte, avec « une part de signatures d'élus et un seuil de citoyens qui pourraient parrainer les candidats » ainsi que la possibilité aux élus adhérents d'un parti de faire non pas une mais deux présentations : l'une « de conviction » et l'autre, dite « “républicain[e]”, pour donner la possibilité à un candidat dont on ne partage pas les idées de se présenter ». L'idée d'un seuil de plusieurs milliers de parrainages citoyens est également défendue par le professeur Antoine Bristielle, tandis que Frédéric Rouvillois estime que le système existant « institue une oligarchie de fait » et « suscite dans l'opinion un sentiment de malaise », qui au vu de l'évolution politique nationale suscite « des perturbations répétées ».
En Europe, le parrainage citoyen des candidats à la présidentielle existe en Autriche, Bulgarie, Finlande, Irlande et Islande, la Lituanie, la Pologne, le Portugal, la Roumanie, la Slovaquie et la Slovénie,, avec des seuils allant de 7 000 à 200 000 cartes d'identité vérifiées.
« Parrainer n'est pas soutenir » a déclaré Gérard Larcher, président du Sénat, en appelant le 11 janvier 2022 les élus de son parti à présenter le candidat de leur choix. Cette question de changer les règles, « agite la classe politique » observe un reportage de France Info, en citant des maires rappelant qu'une présentation n'est pas forcément un soutien.
Le président du Modem et maire de Pau François Bayrou a en janvier et février 2022 proposé que des maires s'organisent en « réserve de signatures disponibles », sans adhésion partisane mais par souci de « démocratie », pour les candidats jugés « légitimes », dont les « représentants des grands courants qui ont participé sous la Ve République à l'élection présidentielle » mais aussi « les candidats de surgissement » dépassant « la barre des 10 % dans les sondages ». Cette réserve de plusieurs centaines de présentations réunirait des élus locaux du Modem et des personnalités sans étiquette, proches de ce mouvement,.

## Projets de réformes
En 2007, le Comité de réflexion et de proposition sur la modernisation et le rééquilibrage des institutions, présidé par Édouard Balladur, propose la suppression de ce dispositif au profit d'un collège d'environ 100 000 élus, composé des parlementaires, des conseillers régionaux et généraux, des maires et des délégués des conseils municipaux. Ces derniers seraient sélectionnés à proportion de la population qu'ils représentent. L'ensemble du collège serait soumis à une obligation de vote, à bulletin secret, au chef-lieu de chaque département. Une autre solution proposée par ce comité est le parrainage citoyen. Après l'élection de Nicolas Sarkozy en 2007, la loi constitutionnelle du 23 juillet 2008 ne retient pas ces propositions.
La commission sur la rénovation et la déontologie de la vie publique, présidée par Lionel Jospin, propose à nouveau en 2012 d'instaurer un parrainage citoyen,. Cette « commission Jospin » propose un seuil d'au moins 150 000 signatures pour postuler à l'Élysée, émanant d'au moins 50 départements ou collectivités d'outre‑mer, sans qu'aucun des 50 ne puisse fournir plus de 5 % des parrainages, le contrôle de la validité des signatures étant exercé par les préfectures par la vérification des cartes d'identité. Mais le gouvernement ne retient pas ses conclusions.

## Inconvénients
Pour Raphaël Hadas-Lebel, conseiller d'État et professeur à l'Institut d'études politiques de Paris, « à bien des égards, la procédure actuelle est regardée par tous comme inadaptée ». Plusieurs réformes du système de présentation ont été proposées par des spécialistes et des commissions pluralistes, dont la plus connue est celle du parrainage citoyen. Il a également été proposé de dispenser de cette procédure les candidats ayant soit recueilli un certain nombre de suffrages à une présidentielle précédente, soit dépassé via leur parti, le seuil de 5 % à une élection nationale au cours des cinq années précédentes. Le président du Modem et maire de Pau François Bayrou a en janvier et février 2022 évoqué de son côté le seuil de 10 % ou le cas de candidats et partis ayant joué un rôle important lors des élections précédentes et proposé que les maires servent de « réserve de signatures disponibles », dans le seul but d'assurer le pluralisme
Le parrainage citoyen est utilisé dans tous les autres pays européens recourant à l'élection présidentielle au suffrage universel direct, l'Autriche, la Bulgarie, la Finlande, l'Irlande, l'Islande, la Lituanie, la Pologne, le Portugal, la Roumanie, la Slovaquie et la Slovénie, avec un seuil qui va de 7 500 à 200 000 parrainages selon les pays. 
Le 2 février 2012, Marine Le Pen, candidate du Front national à l'élection de 2012, saisit le Conseil constitutionnel d'une question prioritaire de constitutionnalité relative à la conformité aux droits et libertés que la Constitution garantit, de la publication du nom et de la qualité des élus ayant présenté un candidat à l'élection présidentielle. Les ex-candidates Corinne Lepage et Christine Boutin s'associent à cette démarche, qui vise à obtenir l'anonymat des élus présentant des candidats. Le Conseil décide lors de sa séance du 21 février que ces dispositions sont conformes à la Constitution.
Ce système est aussi parfois dénoncé comme étant un moyen pour les candidats issus des plus grands partis de favoriser la division des suffrages en demandant à des élus de leur camp d'apporter leurs signatures à des petits candidats du bord de leurs adversaires[réf. à confirmer].

### Liste des élus ayant présenté les candidats
Dans le Journal officiel de la République française (JORF), sur Légifrance :
- Élection de 1981 : Décision no 81-41 PDR, JORF, no 90, 15 avril 1981, p. 1046–1069.
- Élection de 1988 : Décision no 88-55 PDR, JORF, no 86, 12 avril 1988, p. 4783–4803, NOR CSCX8810247K.
- Élection de 1995 : Décision no 95-78 PDR, JORF, no 87, 12 avril 1995, p. 5736–5758, NOR CSCX9500738K.
- Élection de 2002 : Décision no 2002-107 PDR, JORF, no 84, 10 avril 2002, p. 6263–6304, texte no 1, NOR CSCX0200760K.
- Élection de 2007 : Décision no 2007-136 PDR, JORF, no 71, 24 mars 2007, p. 5425, texte no 1, NOR CSCX0700788K.
- Élection de 2012 : Décision no 2012-150 PDR, JORF, no 78, 31 mars 2012, p. 5810, texte no 1, NOR CSCX1209092K.
- Élection de 2017 :
  - Liste du 1er mars, décision no 2017-158 PDR, JORF, no 53, 3 mars 2017, texte no 58, NOR CSCX1706772S.
  - Liste du 2 mars, décision no 2017-159 PDR, JORF, no 54, 4 mars 2017, texte no 78, NOR CSCX1707050S.
  - Liste du 7 mars, décision no 2017-160 PDR, JORF, no 57, 8 mars 2017, texte no 58, NOR CSCX1707518S.
  - Liste du 9 mars, décision no 2017-161 PDR, JORF, no 60, 11 mars 2017, texte no 87, NOR CSCX1707974S.
  - Liste du 14 mars, décision no 2017-162 PDR, JORF, no 63, 15 mars 2017, texte no 81, NOR CSCX1708431S.
  - Liste du 18 mars, décision no 2017-164 PDR, JORF, no 68, 21 mars 2017, texte no 51, NOR CSCX1708871S.
  - « Les parrainages validés par candidat », sur presidentielle2017.conseil-constitutionnel.fr.
- Élection de 2022 :
  - Liste du 1er février, décision no 2022-175 PDR, JORF, no 27, 2 février 2022, texte no 80, NOR CSCX2203502S.
  - Liste du 3 février, décision no 2022-176 PDR, JORF, no 29, 4 février 2022, texte no 56, NOR CSCX2203885S.
  - Liste du 8 février, décision no 2022-177 PDR, JORF, no 33, 9 février 2022, texte no 63, NOR CSCX2204364S.
  - Liste du 10 février, décision no 2022-178 PDR, JORF, no 35, 11 février 2022, texte no 102, NOR CSCX2204743S.
  - Liste du 15 février, décision no 2022-179 PDR, JORF, no 39, 16 février 2022, texte no 95, NOR CSCX2205279S.
  - Liste du 17 février, décision no 2022-180 PDR, JORF, no 41, 18 février 2022, texte no 87, NOR CSCX2205715S.
  - Liste du 22 février, décision no 2022-181 PDR, JORF, no 45, 23 février 2022, texte no 35, NOR CSCX2206220S.
  - Liste du 24 février, décision no 2022-182 PDR, JORF, no 48, 26 février 2022, texte no 123, NOR CSCX2206586S.
  - Liste du 1er mars, décision no 2022-183 PDR, JORF, no 51, 2 mars 2022, texte no 91, NOR CSCX2207064S.
  - Liste du 3 mars, décision no 2022-185 PDR, JORF, no 53, 4 mars 2022, texte no 73, NOR CSCX2207430S.
  - Liste du 7 mars, décision no 2022-186 PDR, JORF, no 56, 8 mars 2022, texte no 79, NOR CSCX2207725S.
  - « Les parrainages validés par candidat », sur presidentielle2022.conseil-constitutionnel.fr.

### Séances du Conseil constitutionnel
Compte-rendu des séances du Conseil constitutionnel concernant les présentations :
- Élection de 1965 :  séance du 17 novembre 1965 [PDF] et séance du 18 novembre 1965 [PDF].
- Élection de 1969 : séances des 14 et 15 mai 1969 [PDF].
- Élection de 1981 : séance du 7 avril 1981 [PDF].
- Élection de 1988 : séance du 7 avril 1988 [PDF].
- Élection de 1995 : séance du 5 avril 1995 [PDF].